# Władysław Sołtysik
Władysław Józef Sołtysik (ur. 13 marca 1883 w Rymanowie, zm. ?) – polski nauczyciel, kapitan rezerwy piechoty Wojska Polskiego.

## Życiorys
Władysław Sołtysik urodził się 13 marca 1883 w Rymanowie. Podjął pracę nauczyciela od 6 października 1908. Pracował w Państwowym Gimnazjum w Brodach, gdzie jako filolog klasyczny uczył języka łacińskiego, języka greckiego, języka polskiego.
Po odzyskaniu przez Polskę niepodległości został przyjęty do Wojska Polskiego. Na początku lat 20. formalnie pozostawał nauczycielem gimnazjum w Brodach, służąc wówczas w armii polskiej. Został awansowany na stopień kapitana rezerwy piechoty ze starszeństwem z dniem 1 czerwca 1919. W 1923, 1924 był oficerem rezerwowym 26 Pułku Piechoty we Lwowie.
W późniejszych latach ponownie pracował w szkolnictwie, w latach 20. był kierownikiem Prywatnego Seminarium Nauczycielskiego Żeńskiego w Brodach, a po upływie urlopu bezpłatnego od 1 września 1928 ponownie pracował w macierzystej szkole, przemianowanej na Państwowe Gimnazjum im. Józefa Korzeniowskiego w Brodach, gdzie uczył języka polskiego, języka łacińskiego, był zawiadowcą biblioteki uczniów polskich, prowadził kółko polonistyczne. Na początku lat 30. został kierownikiem gimnazjum. Wówczas uczył w szkole propedeutyki filozofii. W Brodach był prezesem Związku Nauczycielstwa Polskiego, prezesem FIDAC, członkiem Rady Szkolnej Powiatowej, członkiem Tymczasowego Zarządu miasta, członkiem Powiatowego Komitetu Wychowania Fizycznego i Przysposobienia Wojskowego, członkiem Powiatowego Komitetu Bezpartyjnego Bloku Współpracy z Rządem.
Był żonaty ze Stefanią.

## Opracowania
- Antoni Malczewski: Maria (1923)[12]
- Piotr Chmielowski: Adam Mickiewicz. Pan Tadeusz. Komentarz do tekstu poematu w wyd. „Macierzy Polskiej” (1924)[13]

## Odznaczenie
- Medal Niepodległości[7]